# Filip Bystedt
Filip Erik Bystedt, född 4 februari 2004 i Norrköping, är en svensk professionell ishockeyspelare som spelar för San Jose Barracuda i AHL. Hans moderklubb är Linköping HC som han gjorde seniordebut med 2021 i SHL. Vid NHL-draften 2022 valdes han i den första rundan, som 27:e spelare totalt, av San Jose Sharks. Samma år tog han också ett JSM-guld med Linköping HC J20. Säsongen 2022/23 utsågs Bystedt till årets rookie i SHL. Efter två hela säsonger i SHL anslöt Bystedt till Barracuda i AHL i april 2024.
I april 2023 gjorde Bystedt A-landslagsdebut. I juniorsammanhang så har han representerat Sverige vid ett U18-VM, där han vann guld 2022, och två JVM, där han 2024 tog ett silver.

## Karriär

### Klubblag
Bystedt påbörjade sin ishockeykarriär i moderklubben Linköping HC och spelade i klubbens ungdoms- och juniorsektioner. Säsongen 2020/21 spelade han för Linköping J20, men registrerades också för en match med seniorlaget i SHL, dock utan någon istid. Den följande säsongen gjorde Bystedt riktig SHL-debut då han den 30 september 2021 spelade åtta minuter i en match mot Rögle BK. I sin sjätte SHL-match för säsongen, den 14 oktober samma år, noterades han för sitt första SHL-mål, på Oscar Alsenfelt, i en 4–3-seger mot Malmö Redhawks. Totalt spelade Bystedt 15 SHL-matcher under säsongens gång och stod för ett mål och en assist. Större delen av säsongen tillbringade han med Linköpings J20-lag, där han på 40 grundseriematcher noterades för 49 poäng (16 mål, 33 assist) och var lagets poängmässigt bästa spelare. I JSM-slutspelet slog Linköping ut Södertälje SK, AIK och Örebro HK, innan man besegrade Djurgårdens IF i finalen med 5–2.
Den 1 april 2022 bekräftades det att Linköping skrivit ett treårsavtal med Bystedt. Tre månader senare, vid NHL Entry Draft 2022, valdes Bystedt av San Jose Sharks i den första rundan som 27:e spelare totalt. Säsongen 2022/23 hade Bystedt slagit sig in i Linköpings A-lag och tagit en ordinarie plats i truppen. Totalt spelade han 45 matcher under säsongen och stod för 20 poäng (7 mål, 13 assist), vilket gav honom en tredjeplats i SHL:s poängliga för juniorer. Han utsågs senare till årets rookie i SHL.
Bystedt skrev den 12 juni 2023 ett treårsavtal med Sharks i NHL. I augusti samma år bekräftades det att Bystedt skulle komma att lånas ut till Linköping under säsongen 2023/24. Denna säsong noterades han för 17 poäng på 47 grundseriematcher, varav åtta mål. Med denna notering var han lagets poängmässigt bästa junior och gav honom en sjunde plats i poängligan för juniorer i SHL. Linköping slutade på sjätte plats i grundserien och Bystedt spelade därefter sitt första SM-slutspel, där laget slogs ut i kvartsfinalserien mot Skellefteå AIK med 4–0 i matcher. Kort därpå bekräftades det att Sharks kallat tillbaka Bystedt till Nordamerika för spel i klubbens farmarlag San Jose Barracuda i AHL. Den 3 april 2024 gjorde han AHL-debut och gjorde dessutom sina två första mål i ligan, på Alex Stalock, i en 5–6-förlust mot San Diego Gulls. Barracuda, som var ett bottenlag denna säsong, misslyckades att ta sig till Calder Cup-slutspelet och Bystedt noterades för fyra mål och tre assistpoäng på åtta grundseriematcher.
Bystedt inledde säsongen 2024/25 med att göra poäng i varje av de sex inledande matcherna. I slutet av februari 2025 ådrog han sig en skada vilken höll honom borta från spel i 17 matcher. Han var tillbaka i spel i april samma år och spelade de sju avslutande grundseriematcherna; på totalt 50 matcher noterades Bystedt för 31 poäng (12 mål, 19 assist). I Calder Cup-slutspelet slogs Barracuda ut i åttondelsfinalserien mot Colorado Eagles med 3–1 i matcher. På sex slutspelsmatcher stod Bystedt för tre mål och var därmed, tillsammans med Pavol Regenda, lagets målfarligaste spelare.

### Landslag

#### 2022–2024: Ungdoms- och juniorlandslag
2022 blev Bystedt uttagen till Sveriges U18-landslag då U18-VM skulle avgöras i Tyskland. Sverige tog sig till kvartsfinalspel sedan man vunnit grupp B. I slutspelet slog man ut både hemmanationen Tyskland (7–1) och Finland (2–1) i vägen till finalen. Sverige vann guld sedan man besegrat USA med 6–4. På sex spelade matcher noterades Bystedt för två mål och en assistpoäng.
Bystedt spelade sitt första JVM 2023 i Kanada. Sverige slutade på tredje plats i grupp A, bakom Tjeckien och Kanada. I slutspelsrundan slog man i kvartsfinal ut Finland med 3–2, men besegrades i semifinalen av Tjeckien med 1–2 efter förlängningsspel. I den följande matchen om tredjepris stod Bystedt för två mål; detta hjälpte dock inte då USA vann matchen efter förlängning med 8–7. Sverige slutade på fjärde plats och Bystedt var, tillsammans med Ludvig Jansson, Sveriges poängmässigt bästa spelare med tio poäng på sju matcher. Bystedt och Jansson var dessutom de två i laget som gjorde flest mål i turneringen (4).
Bystedt blev uttagen till sitt andra JVM 2024 i Sverige. Sverige vann grupp A och i slutspelet slog man ut Schweiz i kvartsfinal med 3–2 efter förlängning. Sverige tog sig till finalspel sedan man också besegrat Tjeckien i semifinal (5–2). I finalen föll Sverige mot Kanada med 6–2 och Bystedt tilldelades därmed ett JVM-silver. På sju spelade matcher noterades han för tre mål och en assistpoäng.

#### Från 2023: A-landslaget
I början av april 2023 bekräftades det att Bystedt blivit uttagen att spela två träningslandskamper mot Danmark. Samma månad, den 12 april, gjorde Bystedt A-landslagsdebut i en 4–2-seger.

## Statistik

### Klubbkarriär
| 2020–21    | Linköping HC       | SHL        | 1   | 0  | 0  | 0  | 0  | — | — | — | — | — |
| 2021–22    | Linköping HC       | SHL        | 15  | 1  | 1  | 2  | 0  | — | — | — | — | — |
| 2022–23    | Linköping HC       | SHL        | 45  | 7  | 13 | 20 | 8  | — | — | — | — | — |
| 2023–24    | Linköping HC       | SHL        | 47  | 8  | 9  | 17 | 2  | 4 | 1 | 1 | 2 | 0 |
| 2023–24    | San Jose Barracuda | AHL        | 8   | 4  | 3  | 7  | 8  | — | — | — | — | — |
| 2024–25    | San Jose Barracuda | AHL        | 50  | 12 | 19 | 31 | 26 | 6 | 3 | 0 | 3 | 2 |
| SHL totalt | SHL totalt         | SHL totalt | 108 | 16 | 23 | 39 | 10 | 4 | 1 | 1 | 2 | 0 |
| AHL totalt | AHL totalt         | AHL totalt | 58  | 16 | 22 | 38 | 34 | 6 | 3 | 0 | 3 | 2 |

### Internationellt
| År            | Lag           | Turnering     | Matcher | Mål | Assists | Poäng | Utv. |
| ------------- | ------------- | ------------- | ------- | --- | ------- | ----- | ---- |
| 2022          | Sverige U18   | U18-VM        | 6       | 2   | 1       | 3     | 2    |
| 2023          | Sverige J20   | JVM           | 7       | 4   | 6       | 10    | 4    |
| 2024          | Sverige J20   | JVM           | 7       | 3   | 1       | 4     | 0    |
| Junior totalt | Junior totalt | Junior totalt | 20      | 9   | 8       | 17    | 6    |